# Eremogone
Eremogone är ett släkte av nejlikväxter. Eremogone ingår i familjen nejlikväxter.

## Bildgalleri

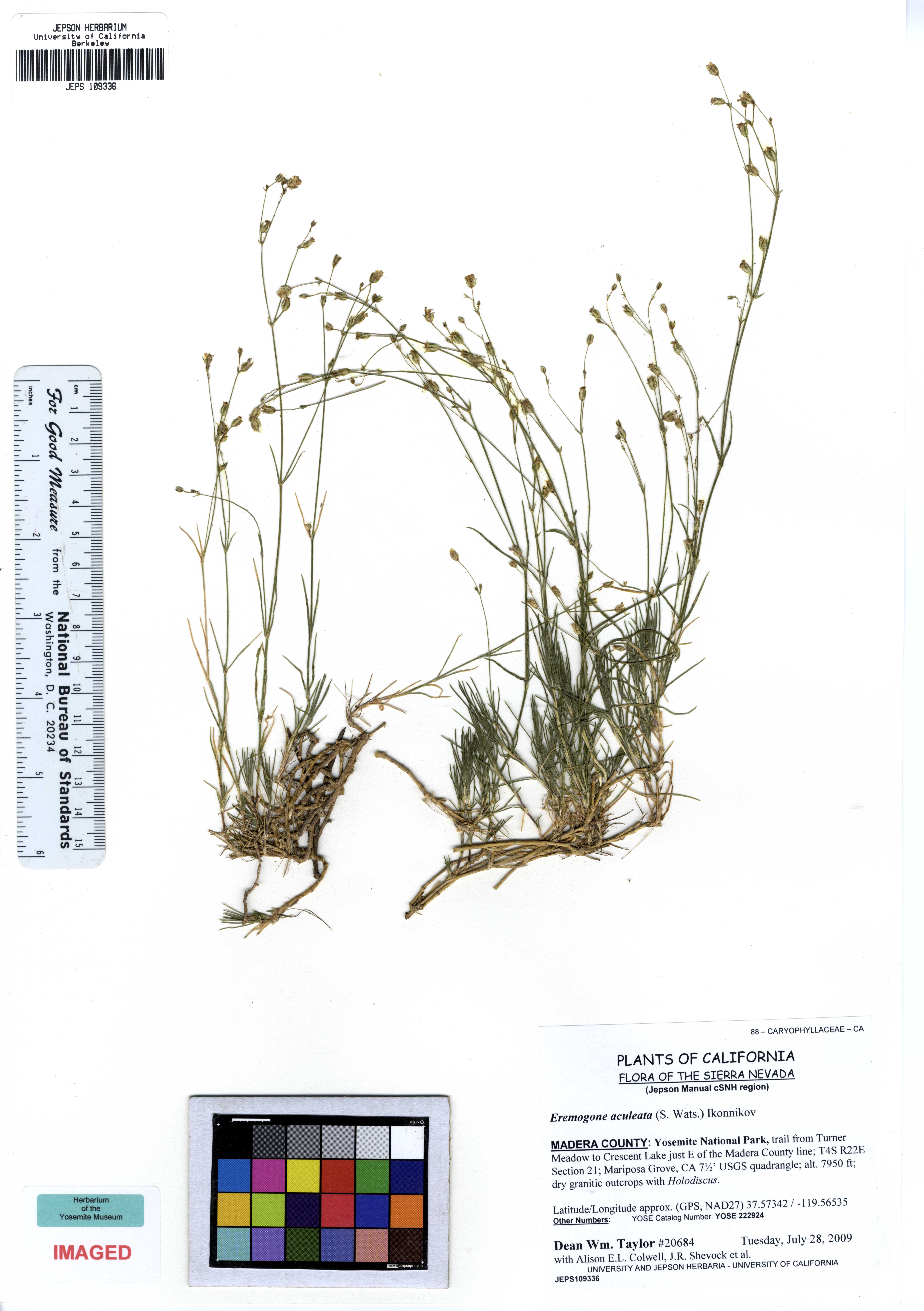
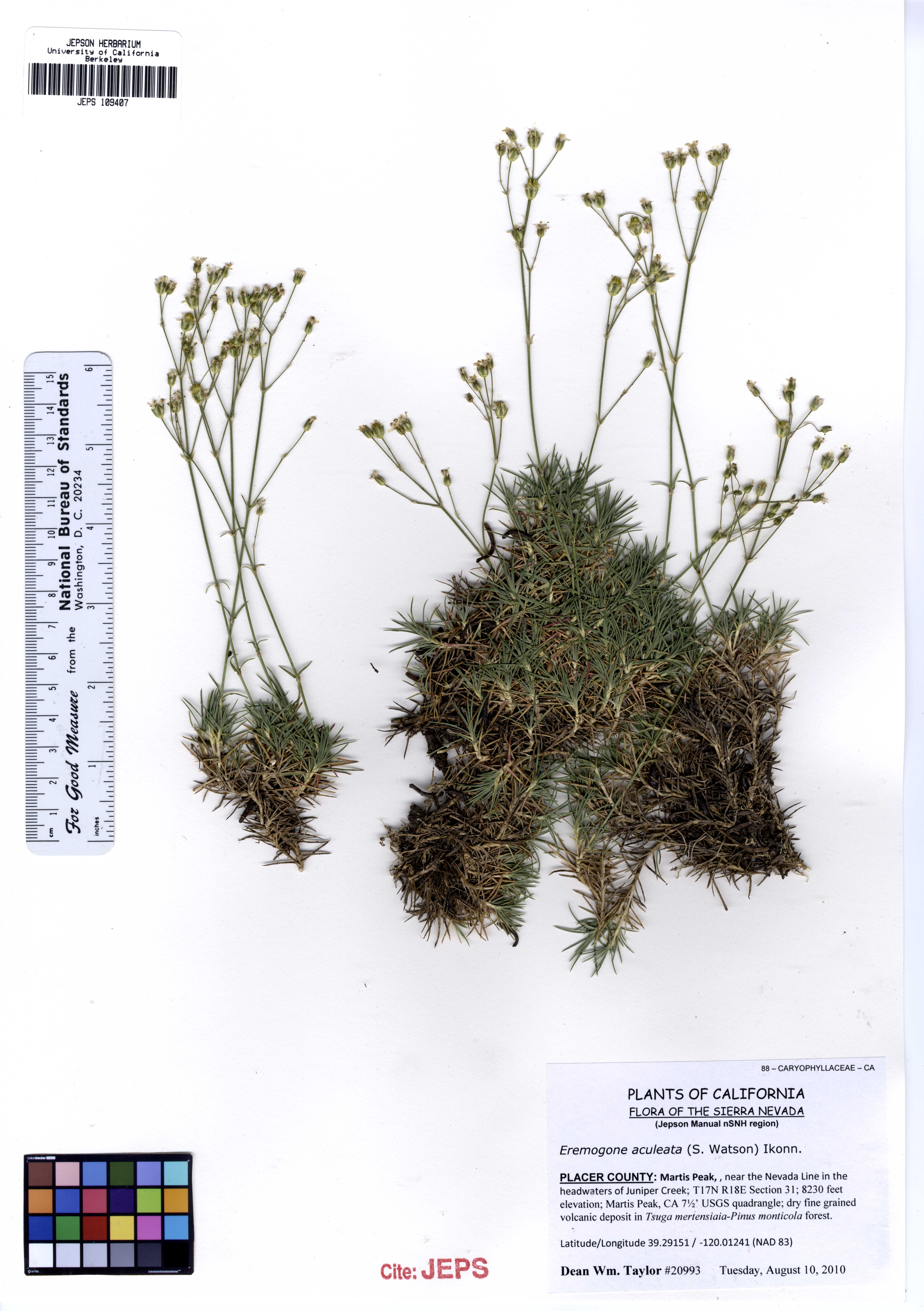
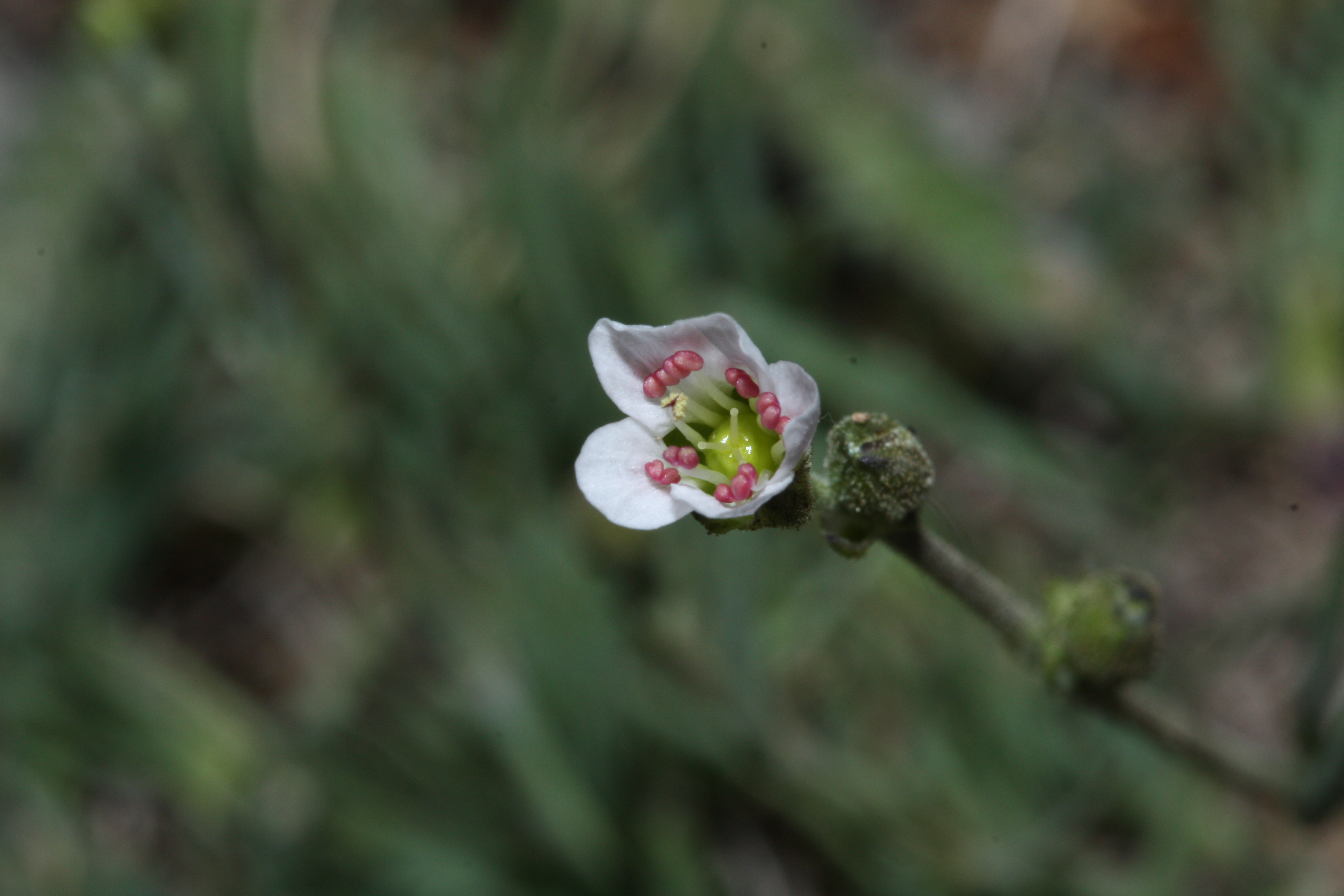
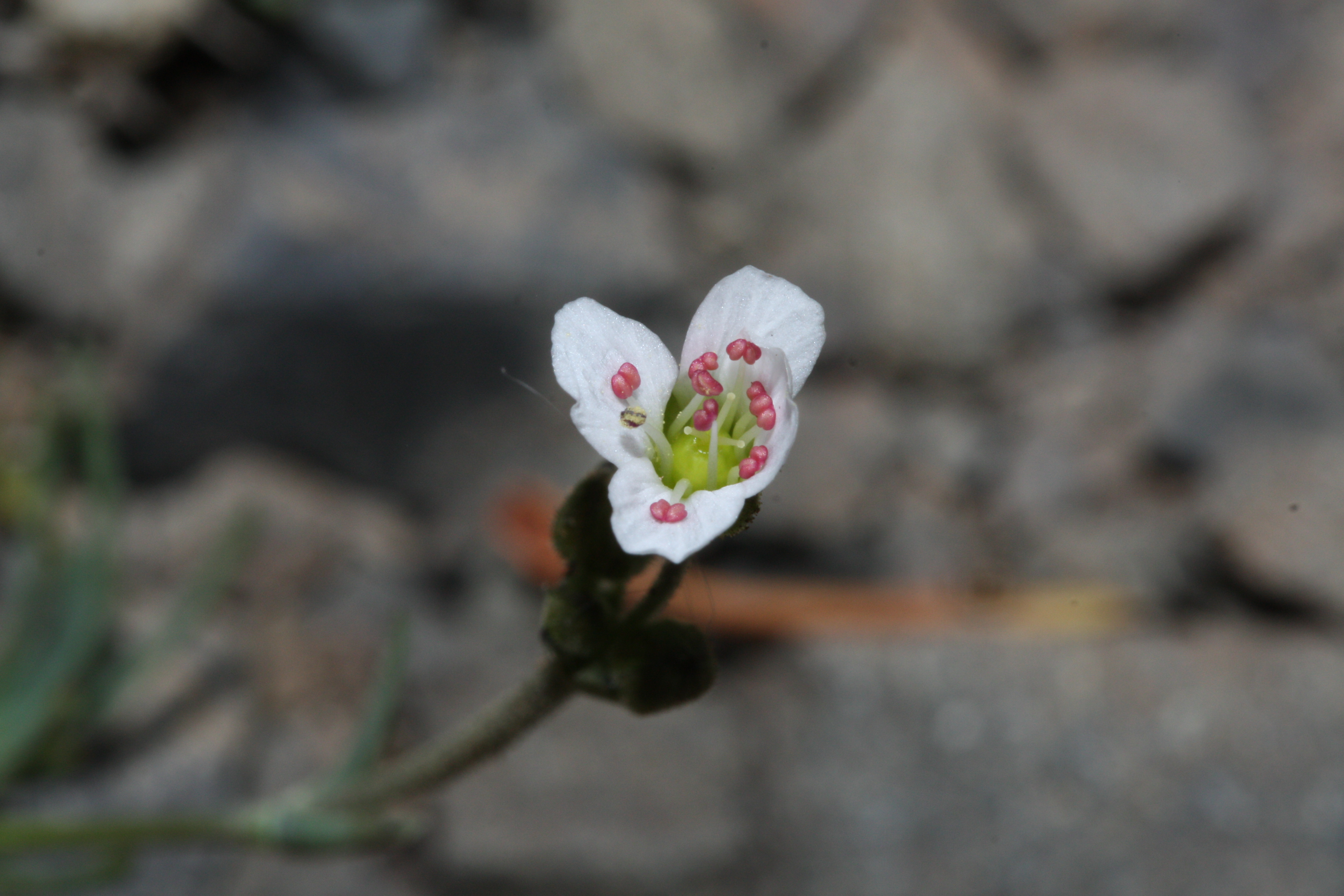
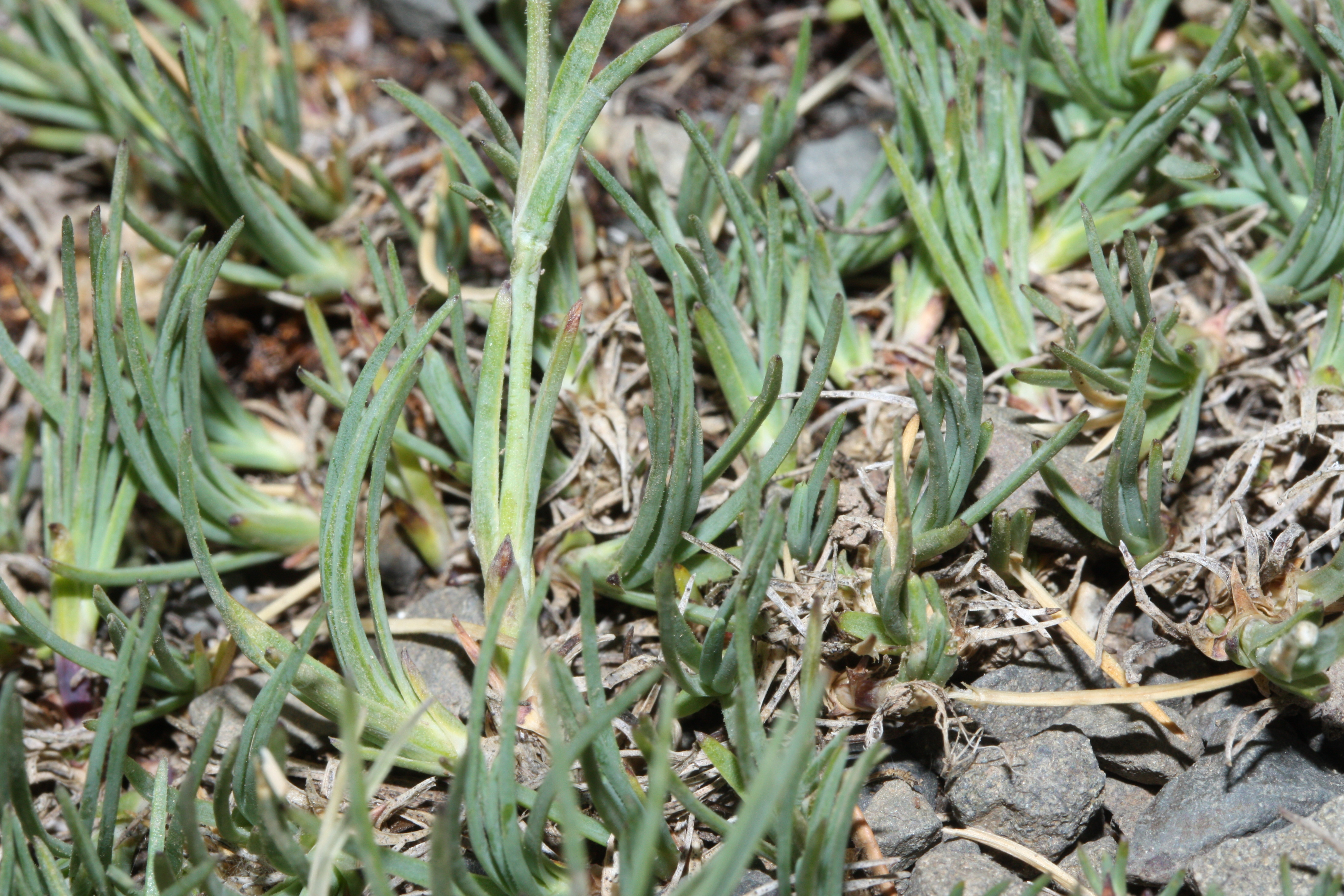
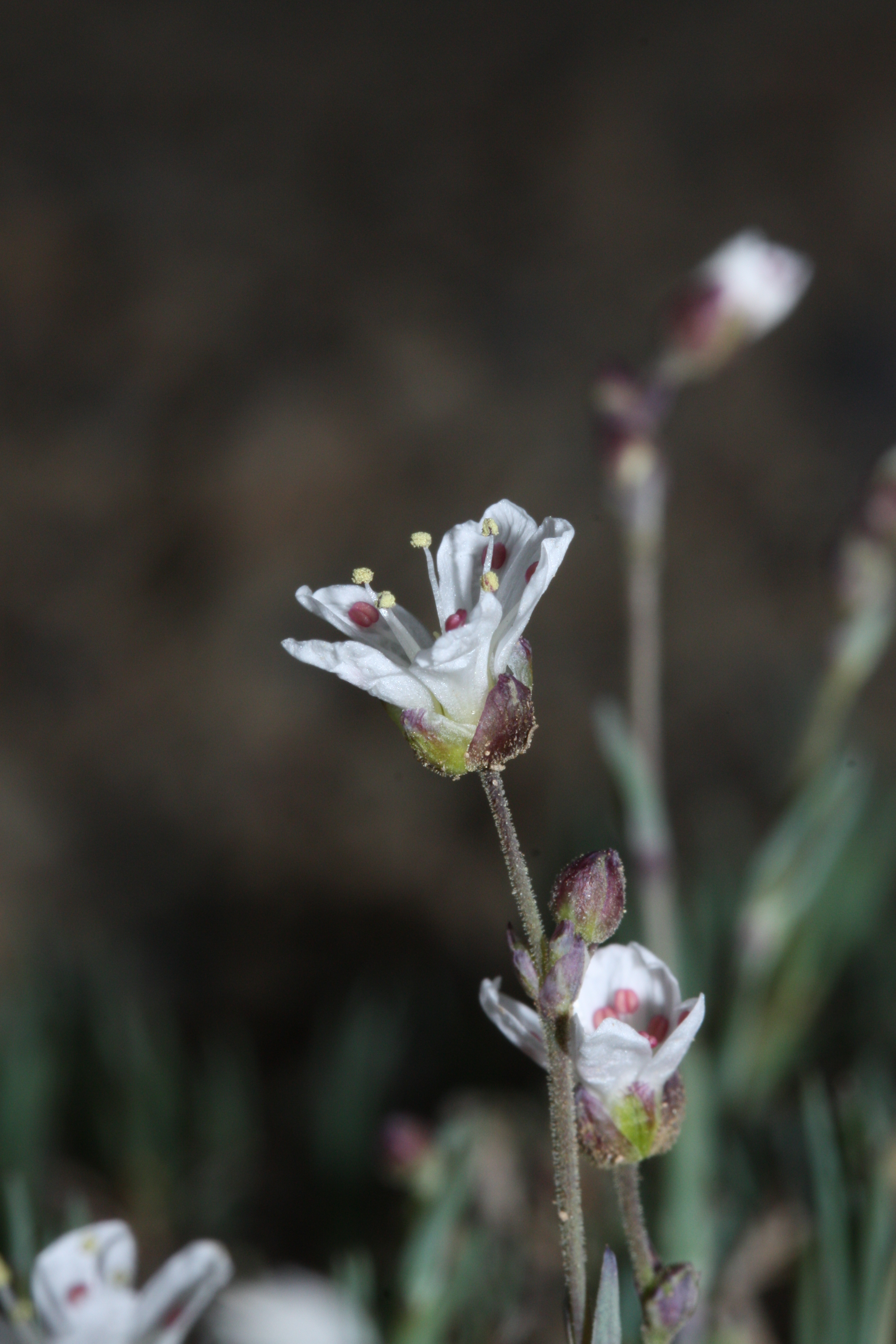

## Dottertaxa tillEremogone, i alfabetisk ordning[1]
- Eremogone aberrans
- Eremogone acerosa
- Eremogone acicularis
- Eremogone aculeata
- Eremogone acutisepala
- Eremogone androsacea
- Eremogone angustisepala
- Eremogone armeniaca
- Eremogone biebersteinii
- Eremogone blepharophylla
- Eremogone brachypetala
- Eremogone capillaris
- Eremogone cephalotes
- Eremogone cliftonii
- Eremogone congesta
- Eremogone cucubaloides
- Eremogone davisii
- Eremogone dianthoides
- Eremogone drypidea
- Eremogone eastwoodiae
- Eremogone fendleri
- Eremogone ferganica
- Eremogone ferrisiae
- Eremogone formosa
- Eremogone franklinii
- Eremogone glaucescens
- Eremogone globuliflora
- Eremogone graminea
- Eremogone griffithii
- Eremogone gypsophiloides
- Eremogone holostea
- Eremogone hookeri
- Eremogone ikonnikovii
- Eremogone insignis
- Eremogone isaurica
- Eremogone juncea
- Eremogone kingii
- Eremogone koelzii
- Eremogone koriniana
- Eremogone ladyginae
- Eremogone ledebouriana
- Eremogone litwinowii
- Eremogone loisiae
- Eremogone longifolia
- Eremogone lychnidea
- Eremogone macradenia
- Eremogone macrantha
- Eremogone meyeri
- Eremogone micradenia
- Eremogone mongolica
- Eremogone multiflora
- Eremogone oosepala
- Eremogone paulsenii
- Eremogone polaris
- Eremogone polycnemifolia
- Eremogone przewalskii
- Eremogone pseudacantholimon
- Eremogone pumicola
- Eremogone rigida
- Eremogone saxatilis
- Eremogone scariosa
- Eremogone stenomeres
- Eremogone steveniana
- Eremogone surculosa
- Eremogone szowitsii
- Eremogone talassica
- Eremogone tetrasticha
- Eremogone tschuktschorum
- Eremogone turlanica
- Eremogone ursina
- Eremogone zargariana